# Rougeotia praetexta
Rougeotia praetexta là một loài bướm đêm trong họ Noctuidae.